# Afonso Van-Dúnem M’Binda
Afonso Domingos Pedro „M’Binda“ Van-Dúnem (* 7. September 1941 in Luanda; † 14. November 2014 ebenda) war ein angolanischer Diplomat und Politiker der Movimento Popular de Libertação de Angola (MPLA).

## Leben
Afonso Domingos Pedro Van-Dúnem M’Binda trat 1961 der Movimento Popular de Libertação de Angola (MPLA) bei und war von 1970 bis 1972 als Vertreter der MPLA in Sambia sowie als Koordinator für Außenbeziehungen der MPLA in der Vereinigten Republik Tansania tätig. Nach der Unabhängigkeit Angolas von Portugal am 11. November 1975 wurde er 1976 Mitglied des Zentralkomitees (ZK) sowie Sekretär des ZK der MPLA und zugleich Gouverneur der Provinz Luanda. 1977 wurde er auf dem Ersten MPLA-Kongress zum Mitglied des Zentralkomitees gewählt sowie 1978 zum ZK-Sekretär für Information ernannt. 1979 übernahm er die Funktion als ZK-Sekretär für Auswärtige Beziehungen und wurde bei der Wahl vom 23. August 1980 zum Mitglied der Volksversammlung (Assembleia do Povo) gewählt. 1985 erfolgte seine Wahl zum Mitglied des Politbüros des ZK der MPLA.
1985 wurde Afonso Van-Dúnem als Nachfolger von Staatspräsident von Angola José Eduardo dos Santos zum Außenminister Angolas (Ministro da Relações Exteriores) ernannt. Er behielt dieses Ministeramt bis 1989 und wurde daraufhin von Pedro de Castro Van-Dúnem abgelöst. Er war darüber hinaus zwischen 1991 und 2000 Ständiger Vertreter bei den Vereinten Nationen in New York City. Am 3. September 2010 wurde er wieder ZK-Sekretär für Auswärtige Beziehungen und fungierte zuletzt auch als Präsident der Fundação Sagrada Esperança.